# Kuppisaari (ö i Norra Karelen)
Kuppisaari är en ö i Finland. Den ligger i sjön Valkealampi och i kommunen Juga i den ekonomiska regionen  Joensuu ekonomiska region  och landskapet Norra Karelen, i den centrala delen av landet, 400 km nordost om huvudstaden Helsingfors. Öns area är omkring 70 kvadratmeter och dess största längd är 10 meter i nord-sydlig riktning.